# 克里夫·史丹頓
克里夫·史丹頓（Clive Standen，1981年7月22日—）是英國的一位演員。他最著名的作品包括在加拿大歷史頻道電視劇維京傳奇中飾演羅洛，聖城風雲中飾演Sir Gawain，BBC電視劇羅賓漢中飾演Archer，以及異世奇人中飾演Private Carl Harris。他是海洋守護者協會的發言人。